# Sigtryggr Ier de Dublin
Pour les articles homonymes, voir Sigtrygg.
Sigtryggr Ier de Dublin ou Sigtryggr Ivarsson  (irlandais:Sitriucc m.Imair) (i.e Sigtryggr fils d’Ivarr) est un viking, roi de Dublin de 888 à 893 et de 894 à 896 qui appartient à la famille des Uí Ímair ou Uí Ímhair.

## Biographie
Sigtryggr est le second des fils de roi de Dublin Ivarr ou Ímar qui selon Jean Renaud « n’ont pas vraiment marqué la scène politique irlandaise de la fin du IXe siècle » . Il succède à son frère Sigrodr (irlandais: Sichfrith m. Imair) dont, toujours selon Jean Renaud, il est sans doute le parent (i.e: frère ?) meurtrier.
En 893 il doit faire face à une sédition d’une partie de ses troupes de norvégiens menée par un certain 
Jarl Sigfrith qui l’expulse de Dublin. L’année suivante il réussit à se rétablir en Irlande et en 895 les vikings de Dublin menés par un certain Glúniarann pillent le sanctuaire d’Armagh. Cependant dès 896 Sitriucc m.Imair est tué par d’autres « Hommes du Nord » sans doute des vikings rivaux
La même année les Annales d'Ulster enregistrent un massacre des « Étrangers » par les hommes de Conaill dans lequel trouve la mort un certain Óláfr ou Amlaib Uí Ímair qui est le premier des petits-fils d’Ímar, les Uí Ímair ou Uí Ímhair  représentants de la génération suivante qui apparaissent dans l’histoire 